# Попов, Василий Иванович (вице-адмирал)
Василий Иванович Попов (1830—1893) — офицер Корпуса флотских штурманов Российского императорского флота, участник Восточной войны 1853—1856 годов, защитник Петропавловска, начальник Главного управления кораблестроения и снабжений, председатель комитета Добровольного флота, вице-адмирал. Его именем названы банка, бухта, гора и мыс в заливе Петра Великого.

## Биография
Василий Иванович Попов родился 1 (13) августа 1830 года в деревне Пономарёво Вышневолоцкого уезда Тверской губернии (ныне Удомельский район Тверской области) в семье дворянина, бывшего учителя Морского кадетского корпуса.
14 (26) октября 1843 года Василий Попов поступил кадетом в 1-й штурманский полуэкипаж. 11 (23) апреля 1848 года, после окончания учёбы, был произведён в прапорщики Корпуса флотских штурманов и направлен для прохождения службы на 84-пушечный линейный корабль «Красной» Балтийского флота. В 1849 году плавал на парусно-винтовом фрегате «Архимед». В 1850—1852 годах крейсеровал на фрегатах «Цесаревич» и «Паллада» в Финском заливе. 11 (23) июля 1851 года был переименован в мичманы. В 1852—1854 годах на фрегате «Аврора» под командованием капитан-лейтенанта Ивана Николаевича Изыльметьева совершил кругосветное плавание и 19 (31) июля 1854 года прибыл в Петропавловский порт, где принял участие в Восточной войне 1853—1856 годов, обороне Петропавловска от англо-французской эскадры.
28 июля (9 августа) 1854 года, по приказу Главного командира Петропавловского порта генерал-майора В. С. Завойко, офицеры фрегата «Аврора» были назначены командирами береговых батарей. Мичман Попов возглавил батарею № 4, которая размещалась на возвышенности Красный Яр южнее Петропавловска. В подчинение Попову были определены гардемарин Г. К. Токарев и 28 нижних чинов. В начале августа на батарее были установлены три длинные 24-х фунтового калибра орудия с фрегата «Аврора». 20 августа (1 сентября) 1854 года, в день первой бомбардировки порта, батарея приняла бой — обстреливая корабли и десант неприятеля. Под непрерывным обстрелом противника, батарея произвела 34 метких выстрела по неприятельским судам. После того, как батарея была разбита огнём трёх неприятельских фрегатов, команда по приказу Попова заклепала орудия и под сильным пушечным огнём неприятеля отошла к стрелковой партии мичмана Михайлова, откуда продолжила огонь по неприятельскому десанту, заставив его вернуться на гребные суда. Гардемарин Токарев позже писал в своем дневнике: «Тут уж ничего не было видно. Все застлано было дымом; помню только, что свист ядер не переставал над нашими головами … Кланялись сперва ядрам, потом сделалось все равно. Всеми овладела неимоверная злоба». Батарея Попова мужественно выдержала бой, не потеряв ни одного человека из своей команды. 24 августа Попов был назначен командиром батареи № 1 на Сигнальном мысе Петропавловской косы, сменив раненного 20 августа лейтенанта П. Ф. Гаврилова. В бою В. Попов получил ранение и возвратился на фрегат «Аврора». За отличие в боях был награждён орденом Святого Владимира 4-й степени с бантом, а 1 (13) декабря 1854 года, досрочно, произведён в лейтенанты со старшинством с 24 августа. В 1855 году на фрегате «Аврора» в составе Камчатской флотилии В. И. Попов перешёл в залив Де-Кастри, где в начале мая участвовал в перестрелке с англо-французскими неприятельскими судами, за что был награждён орденом Святой Анны 3 степени.
11 (23) июня 1857 года на корвете «Оливуца» возвратился в Кронштадт. В 1858—1859 годах на фрегате «Громобой» плавал в Средиземном море. 17 (29) августа 1860 года назначен старшим офицером клипера «Абрек», на котором в 1861 году перешёл на Дальний Восток. 23 апреля (5 мая) 1862 года лейтенант Попов в Шанхае вступил в командование клипером «Разбойник». С 2 августа по 16 октября 1862 года экипаж клипера в составе экспедиции подполковника Корпуса флотских штурманов В. М. Бабкина выполнял астрономические наблюдения и гидрографические работы в заливе Петра Великого — опись и промер от мыса Лихачева до мыса Майделя. 21 октября 1862 года «Разбойник» пришёл в Нагасаки. 16 (28) января 1863 года корабль из Сингапура под командованием Попова вернулся на Балтику. 29 июля (10 августа) 1863 года Попов был произведён в капитан-лейтенанты с утверждением в должности командира клипера, в 1863—1868 годах командовал броненосными башенными лодками «Вещун» и «Стрелец» Балтийского флота.

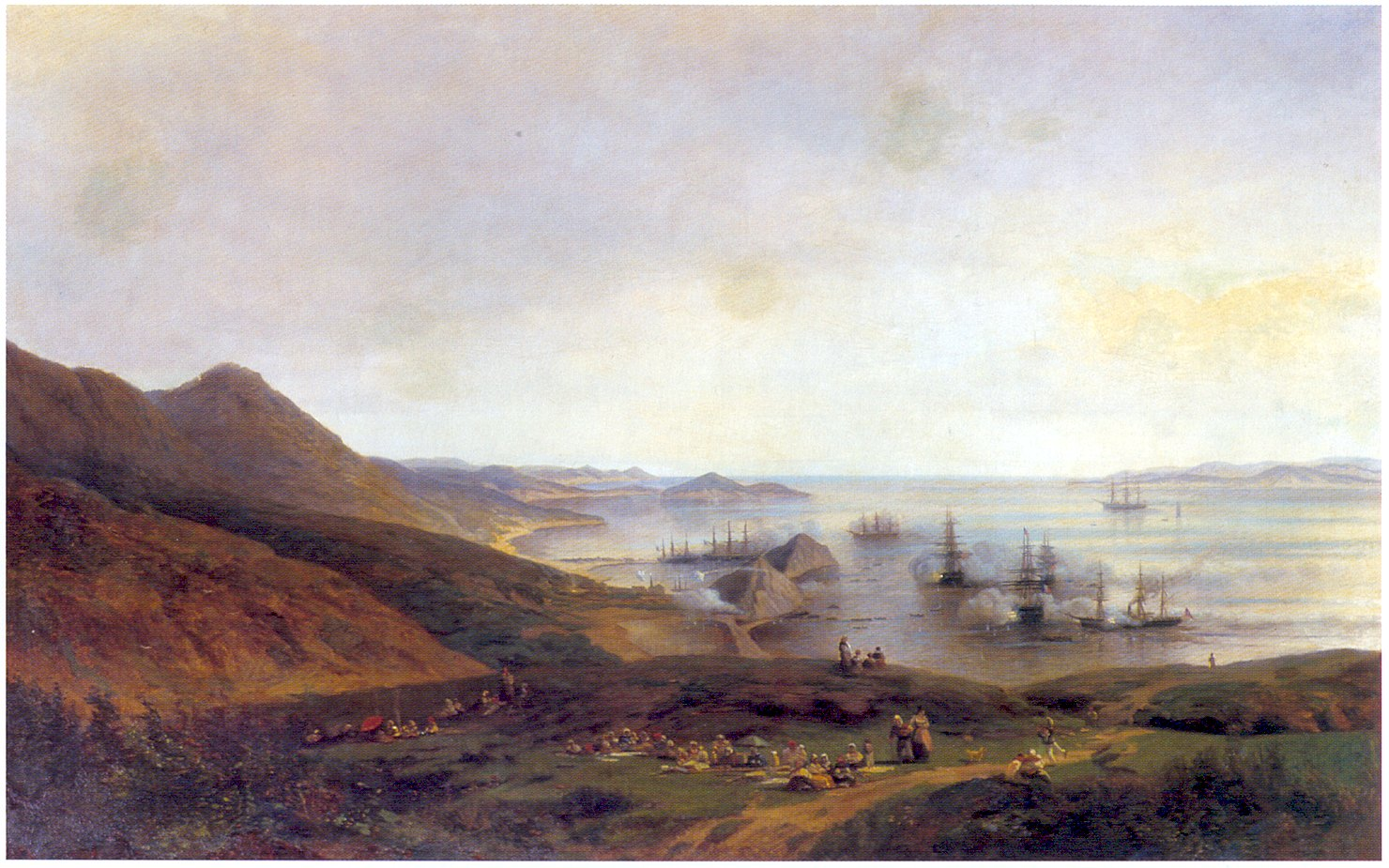
Оборона Петропавловска
(картина кисти А. П. Боголюбова)

В 1869 году Попов был командирован в Приамурскую область с назначением членом особой комиссии для приведения в известность потребностей Приамурского края, в частности выбора там места для нового порта. 17 (29) апреля 1870 года был произведён в капитаны 2-го ранга. В 1872—1873 годах был первым командиром эскадренного броненосца «Пётр Великий» на этапе достройки и при проводке его из Петербурга в Кронштадт. 8 (20) апреля 1873 года произведён в капитаны 1-го ранга и в 1874 году назначен командиром броненосного фрегата «Адмирал Чичагов». В 1878 году был командирован в Николаев для работы в следственной комиссии по делу постановки на мель и гибели императорской яхты Ливадия. В 1879 году был пожалован подарком по чину с вензелевым изображением имени Его Величества. С 1882 по 1888 год В. И. Попов являлся капитаном над Николаевским портом, 15 (27) мая 1883 года произведён в контр-адмиралы. 1 (13) января 1888 года назначен младшим флагманом Балтийского флота, имея свой флаг на фрегатах «Минин» и «Светлана», командовал Практической эскадрой. 23 августа (4 сентября) 1888 года получил новую должность — начальника Главного управления кораблестроения и снабжений. 28 ноября того же года возглавил комитет Добровольного флота. 1 (13) января 1890 года произведён в вице-адмиралы с оставлением в должности.
Умер Василий Иванович Попов 18 (30) июля 1893 года в Санкт-Петербурге. Похоронен на Смоленском православном кладбище.

## Награды
За время службы Василий Иванович Попов был награждён орденами:
Российской империи:
- орден Святого Владимира 4-й степени с бантом (1854);
- орден Святой Анны 3-й степени (1855);
- орден Святого Станислава 2-й степени (1866);
- орден Святой Анны 2-й степени (1872);
- орден Святого Владимира 3-й степени (1876);
- орден Святого Станислава 1-й степени (1884);
- орден Святой Анны 1-й степени (1886);
- орден Святого Владимира 2-й степени (1892).

Иностранными:
- орден Короны 2 степени со звездой (1888, Пруссия) .

## Память
В честь командира клипера «Разбойника» лейтенанта В. И. Попова в заливе Петра Великого были названы: банка, бухта, гора и мыс.